# Pioneer (1863)
«Пайонір» —  паровий колісний річковий канонерський човен XIX століття, який використовувався в Новій Зеландії. Побудований в Сіднеї на замовлення колоніального уряду Нової Зеландії австралійською компанією Steam Navigation, він коштував 9500 фунтів стерлінгів. Перший спеціально побудований військовий корабель Нової Зеландії. 

## Конструкція
Це був плоскодонний гребний пароплав масою 304 тонни, виготовлений з заліза товщиною 9,5 мм. Він мав дві чавунні куполи або башти, з амбразурами для рушниць і 12 фонтових нарізних гармат Армстронга. Куполи мали 2,4  висоти і 3,6 м. в діаметрі у діаметрі. 

## Історія служби
Спущений на воду в 1863 році, пароплав доставив на буксирі через Тасманове море морехідний канонерський човен «Екліпс», вийшовши з Сіднея 22 вересня і прибувши до Окленду 3 жовтня 1863 року
Екіпаж формували офіцери та солдати Королівського флоту, дві роти з парового фрегата «Куракоа» (англійське написання Кюрасао) і воював під вимпелом коммодора сера Вільяма Вайзмена. Корабель забезпечив перевагу британських сил під час боїв  на річці Ваїкато в 1863 році у ході кампанії Ваїкато під час Новозеландських воєн. Зокрема корабель вів перестрілку з оснащеним старими корабельними гарматами укріпленням маорі поблизу Меремере.

### Загибель

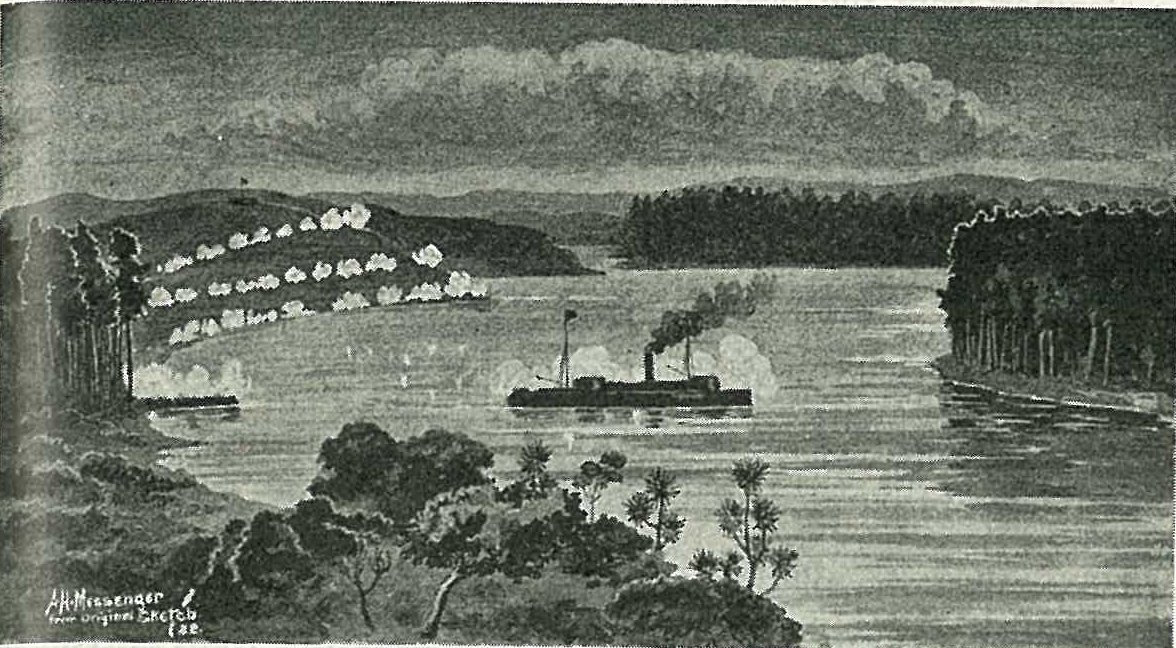
Замальовка одного з офіцерів «Куракоа» перестрілки «Пайоніра» з укріпленнями поблизу Меремере

24 грудня 1866 року, очікуючи ремонту, пароплав зірвало зі швартовки в Порт-Ваїйкато, винесло в море і під час спроби переправити його в гавань Манукау зазнав аварії біля мілини Манукау.

## Пам'ять
Дві башти канонерки виставлені в місті Мерсері (як частина військового меморіалу) та Нґаруавахії. Є дві гравюри, на яких корабель зображено під час бойових дій на річці Вайкато в журналі «Росс і Говард» з «Ілюстрованих лондонських новин».

## Див. також

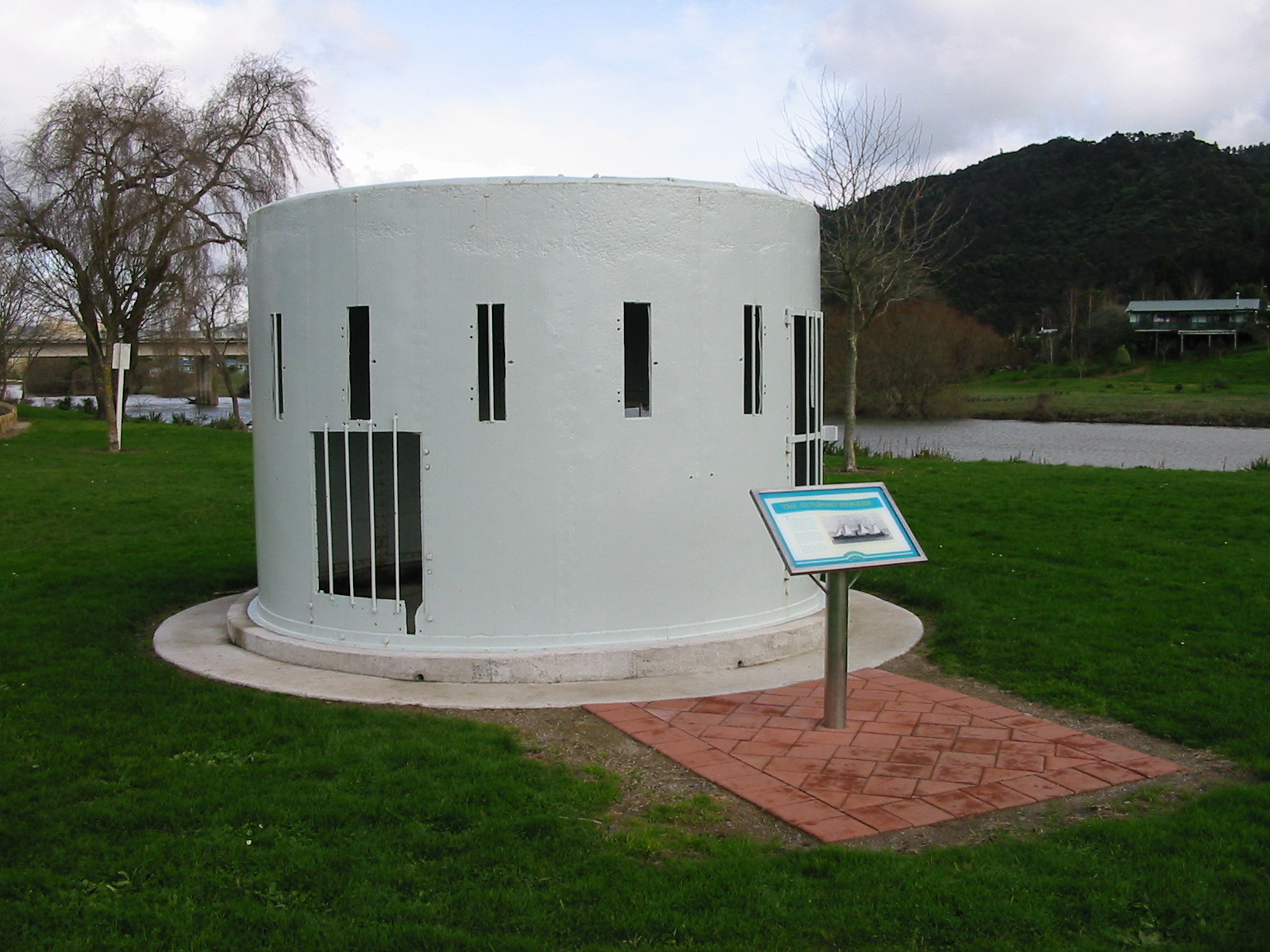
Збережена башта «Пайоніра» в Нґаруавахії